# Dichelopa achranta
Dichelopa achranta är en fjärilsart som beskrevs av Edward Meyrick 1910. Dichelopa achranta ingår i släktet Dichelopa och familjen vecklare. Inga underarter finns listade i Catalogue of Life.